# LG G7 ThinQ
Le LG G7 ThinQ est un smartphone fabriqué et commercialisé par la marque sud-coréenne LG en 2018. Il représente le haut de gamme de LG, fait suite au LG G6 et précède le LG G8 ThinQ.